# Montes de María
Montes de María (conocidos también como Serranía de San Jacinto) es una cadena montañosa de baja altitud localizada al norte de Colombia. La propia serranía y la zona circundante forma una subregión del Caribe colombiano de 6466 km², ubicada entre los departamentos de Sucre y Bolívar. 
Los Montes de María están compuestos por montañas cuyas mayores alturas apenas sobrepasan los 1000 m s. n. m. en la que se destaca los cerros: Maco (900 m s. n. m.), Cansona (717 m s. n. m.), Peralonso (703 m s. n. m.), La Pita (667 m s. n. m.), Cuchilla de Huamanga (609 m s. n. m.), Loma de Naranjal (589 m s. n. m.), entre otros. Son utilizados para la ubicación de torres de radiocomunicaciones y poseen características climatológicas y físicas propias. 
Además, en esta se encuentra una pequeña zona protegida la cual es el Santuario de fauna y flora Los Colorados y los petroglifos de Arroyo Rastro de la cultura zenú, parte de esta en el Museo Comunitario de San Jacinto. Los habitantes de esta subregión se autodenomina como: "Montemarianos". Esta región hace parte de los territorios focalizados PDET.

## Geografía
En esta se encuentra uno de los últimos bosque seco tropical mejores conservados en el Caribe colombiano.

### Hidrografía
En los Montes de María nacen numerosos arroyos y riachuelos que se han aprovechado para la construcción de pequeños distritos de riego e inclusive para la generación eléctrica a pequeña escala. La represa Arroyo Grande-El Playón surte el distrito de riego de María La Baja de varios miles de hectáreas sembradas de arroz.
- Arroyo Grande Pichilín
- Arroyo Mancomoján
- Arroyo Alférez
- Arroyo Venado y Palenquillo
- Embalse Arroyo Grande-El Playón
- Represa de Matuya (sistema de riego de María La Baja)
- Caño Constanza

El acuífero de Morroa surte los principales acueductos de las cabeceras municipales.

### Parques nacionales
- Santuario de fauna y flora Los Colorados
- Área de reserva forestal protectora Serranía de Coraza
- Parque ecológico Saltones de Mesa

### Composición municipal
La subregión está compuesta por 15 municipios en total: 8 del departamento de Sucre y 7 del departamento de Bolívar.
| Departamentos | Municipios           | Superficie (km²) | Habitantes |
| Bolívar       | El Carmen de Bolívar | 917              | 76 051     |
| Bolívar       | Córdoba              | 584              | 12 389     |
| Bolívar       | El Guamo             | 378              | 7 770      |
| Bolívar       | San Jacinto          | 442              | 21 570     |
| Bolívar       | San Juan Nepomuceno  | 649              | 33 623     |
| Bolívar       | Zambrano             | 292              | 11 688     |
| Sucre         | Ovejas               | 463              | 21 030     |
| Sucre         | Chalán               | 84               | 4 367      |
| Sucre         | Colosó               | 117              | 5 803      |
| Sucre         | Los Palmitos         | 218              | 19 245     |
| Sucre         | Morroa               | 171              | 14 583     |
| Sucre         | Tolúviejo            | 338              | 18 895     |

Administrativamente, también se incluye a los municipios de Marialabaja (Bolívar), San Onofre (Sucre); y en menor medida se suele agregar al municipio de San Antonio de Palmito (Sucre).

## Vías de comunicación
- Terrestres:

Carretera Troncal de Occidente que une a los municipios de la región con las ciudades del Caribe colombiano y el interior del país.
Transversal Montes de María: Comunica la Troncal de Occidente desde la cabecera municipal de El Carmen de Bolívar con la Transversal del Caribe y a su paso por los centros poblados como Caracolí Grande y Macayepo (El Carmen de Bolívar) y Chinulito (Sucre) . Además, tiene una ramificación denominada vía corredor punta e' plancha que comunica varios centros poblados con los municipios Chalán y Colosó.
- Aéreos:

Cuenta con el "Aeródromo Montemariano", de carácter institucional, privado y militar. Ubicado al sur de la cabecera municipal de El Carmen de Bolívar, a un costado de la Troncal de Occidente. 
Habitualmente, la comunicación comercial vía aérea se realiza a través del aeropuerto Las Brujas de Corozal.

## Historia

### Época precolombina
En la época precolombina recibían el nombre de Sierra de One, la llegada de los españoles al territorio, en general todos los Montes de María, estaban habitados por la nación malibúes, que al parecer tenían un activo comercio con los zenúes que habitaban mucho más al sur. Las estribaciones de los Montes de María, estaban habitados por los indios one o macayas, emparentados con los zenúes y chimilas.

### Época virreinal
El primer español en recorrer la región fue Pedro de Heredia en 1534 bordeando a esta. Un año después su hermano Alonso de Heredia se adentraría dandole el nombre de María a la serranía adyancente. El territorio fue abandonado, a lo cual contribuía el estar en una región boscosa y montañosa. De vez en cuando los españoles e indígenas se internaban en la serranía para extraer el bálsamo de Tolú, de un árbol muy común en la región, estas incursiones generalmente partían de las encomiendas de One Yuman y One Macaya (la actual Macayepo). La situación de abandono fue aprovechada por personas libres, que se asentaron de manera dispersa en la región para escapar del sistema fiscal colonial.
Finalmente, cumpliendo la orden del gobernador de la provincia de Cartagena, Don Antonio de la Torre y Miranda se aventuró abrir un camino mejor que el antiguo (en desuso, que había sido trazado por el constructor de murallas Antonio de Arévalo) que destaponara los montes para desembocar directamente en las sábanas de Tolú (o Corozal) treinta leguas más al sur. Señalando a regulares distancias los parajes que premeditaban poblar, los cuales fueron cuatro los lugares en que hicieron tales escogencias mientras se abrían paso durante aquellos tres meses hasta la puerta de las sabanas, en las colinas que hoy ocupa Ovejas, fundado esta primera población el 2 de junio de 1776 la cual fue bautizada como San Francisco de Asís. Yendo y viniendo por la nueva trocha, de la Torre delimitó a continuación otros cuatro sitios con sus calles, plazas y ejidos, nombró los cabos de justicia de cada cual, hizo los censos de vecinos, e indujo a éstos a desmontar y destroncar los terrenos colectivos, colocar las bases de las iglesias en los puestos más elevados, y sembrar en las nuevas tierras de labranza mientras recogían las cosechas de las viejas. Surgieron así casi simultáneamente, de manera formal, durante el mes de agosto de 1776, los actuales pueblos con sus ejidos de Nuestra Señora del Carmen (6 de agosto); San Jacinto (8 de agosto); San Juan Nepomuceno (10 de agosto); y San Cayetano (13 de agosto), cuya fundación volvió a colocar a los congregadores de vuelta a las puertas de San Basilio y a un paso del Dique para regresar a Cartagena. 
Con la construcción del camino de las Montaña de María y la fundación de estos cinco pueblos hermanos, parece que se produjo una revolución agraria en la región al removerse el tapón geográfico que impedía la comunicación fácil con el norte y con la capital de la provincia. Como él mismo lo informó, salieron familias de labriegos de todas partes, incluso de las sábanas desde San Benito Abad que emigraron para establecerse allí y abrir fincas medianas y pequeñas.

### SigloXIX
El 12 de noviembre de 1812, Manuel Cortés Campomanes condujo a la victoria republicana tras una sangrienta batalla de tres horas derrotando al ejército español de Rebustillo de mil doscientos hombres en la batalla de Mancomoján consolidando la lucha independentista de Colombia a los territorios al oeste del Bajo Magdalena.
En la época federal de Colombia, la mayor parte de su territorio perteneció a la provincia del Carmen en el Estado Soberano de Bolívar. Hoy el territorio está en jurisdicción de los departamentos de Bolívar y Sucre.

### SigloXXyXXI
Fue una de las regiones más afectadas por el conflicto armado interno en Colombia, desde los años 80 con el paramilitarismo y las AUC (responsables de 70 masacres entre 1996 y 2001), también hicieron presencia guerrillas como las FARC-EP desde los años 80 con los Frentes 35 y 37 al mando de 'Martín Caballero' (responsables de 13 tomas guerrilleras de corregimientos de la zona y derribamiento de 50 torres de energía), el ELN, el EPL, la Corriente de Renovación Socialista, y el Ejército Revolucionario del Pueblo. En la actualidad se encuentran grupos como el Clan del Golfo. Estos grupos fueron responsables de masacres, secuestros, asesinatos, desplazamiento forzado (158.000 víctimas) en la región.

## Economía
Su principal producto agroindustrial es el cultivo y procesamiento de tabaco. 
En esta área se da mayormente agricultura de pancoger y los cultivos de arroz, esta última gracia al sistema de riego de María La Baja (represa Arroyo Grande-El Playón y represa Matuya). 
Además, se ha incentivado la produciendo del cultivo de cacao.
En el municipio de Córdoba y en el corregimiento Villa del Rosario se produce la mayor cantidad de ajonjolí o sésamo del país.

## Cultura

### Sector artesanal
El Municipio San Jacinto (Bolívar) está considerado como el primer centro artesanal del Caribe Colombiano, además también el primer comercializador de productos elaborados en telar vertical como hamacas y su diversificación, también produce productos elaborados en croché y macramé, así como también productos de la madera, la talabartería y los instrumentos de gaita entre otros.

### FestiMaría - Festival Multicultural de los Montes de María
Este festival del folclor y de la música para la paz se abre como un espacio cultural para resaltar los ritmos del Caribe colombiano como el Porro y el Fandango; así como inmortalizar las obras musicales del maestro Lucho Bermúdez, quien las internacionalizó. Además, de homenajear en diferentes ediciones el legado de algún cantante y/o compositor de los Montes de María.
El municipio se viste de fiesta, en un evento organizado por la Gobernación de Bolívar, a través del Instituto de Cultura y Turismo (Icultur). Además de los grandes conciertos y las tertulias musicales, presenta nuevos escenarios alternos, como una muestra de la gastronomía y las artesanías originales de la subregión. No solo la música, la cultura y la artesanía de la Subregión, también se realiza la Feria Agroindustrial y Ganadera. También se hace una ruta turística por diferentes parajes de los Montes de María. Se realiza en los diferentes sectores del El Carmen de Bolívar, con actividades previas en municipios circunvecinos.
Su sexta edición se realizó los días 01 y 2 de diciembre de 2022 en homenaje al Maestro Adolfo Pacheco.

## Gastronomía
Sus platos típicos son los siguientes:
- Mote de queso
- Pava de ají (machucado de ají)
- Mote de pescado

## Sitios de interés

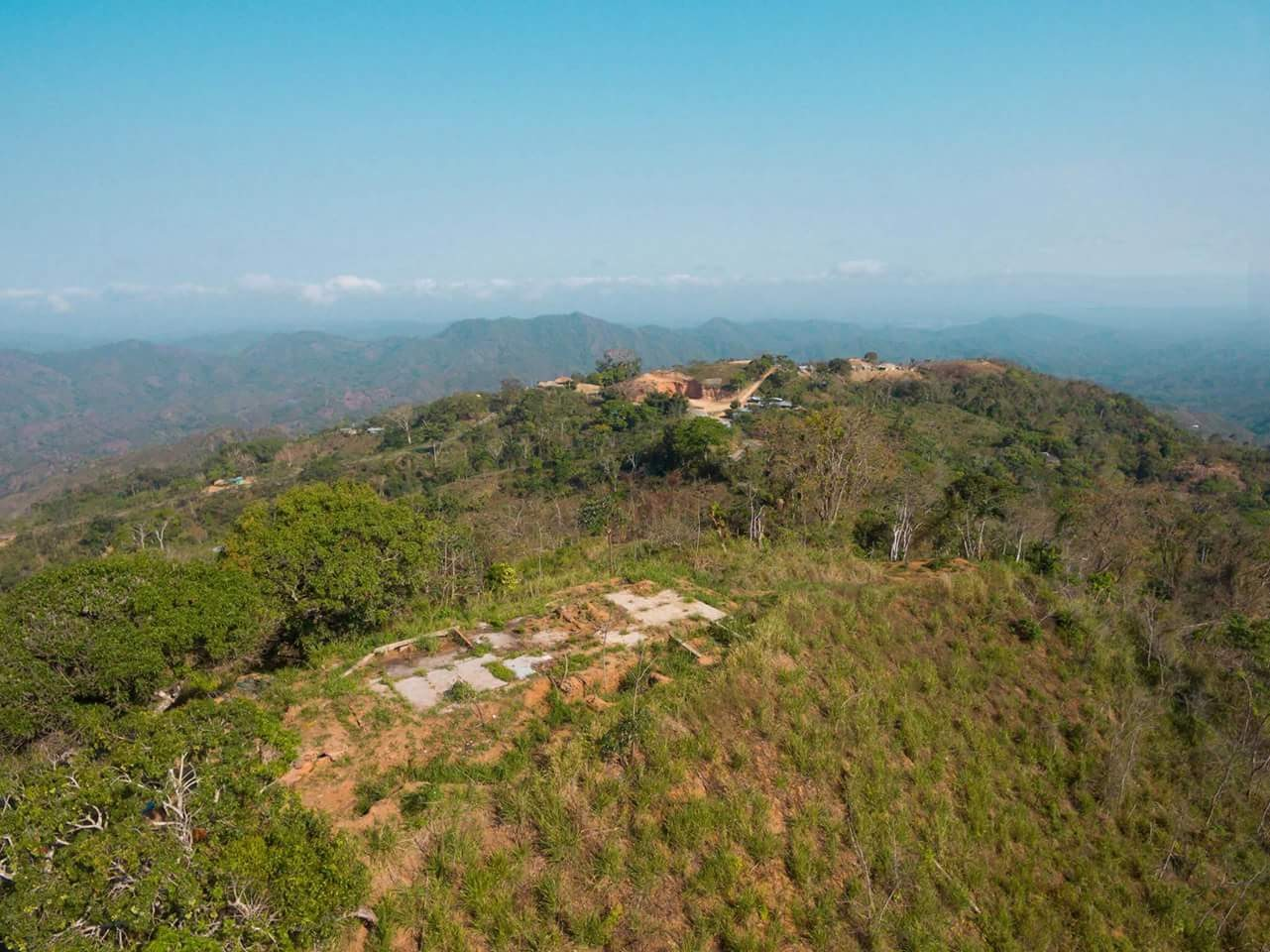
Mirador de la vereda La Cansona y el Cerro Peralonso.

- El Pueblo Patrimonio de Colosó, por sus casas, en su mayoría hechas de madera.
- Santuario Arquidiocesano Nuestra Señora del Carmen, en El Carmen de Bolívar.[13]
- Museo Arqueológico Comunitario de San Jacinto.[14]
- Salto de Sereno, en el municipio de Colosó.[15] Salto del Cauca en el municipio de Chalán y los Balnearios de Macayepo (Bolívar).
- Mirador de la vereda la Cansona en El Carmen de Bolívar y El Cerro e'Maco en San Jacinto.
- Cavernas de Tolúviejo.
- Caño Constanza en el municipio de Córdoba (Bolívar)
- Escuela de Música Lucho Bermúdez en el Carmen de Bolívar.[16]
- Sectores comercial y artesanal de la Troncal de Occidente de los municipios San Jacinto y El Carmen de Bolívar.